# Gmina Czarna Białostocka
Die Gmina Czarna Białostocka ist eine Stadt-und-Land-Gemeinde im Powiat Białostocki der Woiwodschaft Podlachien in Polen. Ihr Sitz ist die gleichnamige Stadt mit etwa 9500 Einwohnern.

## Geographie
Die namensgebende Stadt liegt etwa 20 Kilometer nordöstlich von Białystok. Zum Gemeindegebiet gehören die dichten Wälder der Puszcza Knyszyńska.

## Geschichte
Im Jahr 1962 erhielt das Dorf Czarna Wies das Stadtrecht und den heutigen Namen Czarna Białostocka. Von 1975 bis 1998 gehörte die Gemeinde zur Woiwodschaft Białystok und kam 1999 zur Woiwodschaft Podlachien.

## Gliederung
Die Stadt-und-Land-Gemeinde Czarna Białostocka hat eine Fläche von 206,5 Quadratkilometern und besteht neben der namensgebenden Stadt aus folgenden Orten mit Schulzenämtern: Brzozówka Koronna, Brzozówka Ziemiańska, Czarna Wieś Kościelna, Jezierzysk, Karczmisko, Klimki, Kosmaty Borek, Łapczyn, Machnacz, Niemczyn, Ogóły, Oleszkowo, Ruda Rzeczka, Wólka Ratowiecka, Zamczysk, Zdroje und Złota Wieś.
Weitere Ortschaften sind: Brzozówka Strzelecka, Budzisk, Buksztel-Gajówka, Burczak, Chmielnik, Czumażówka, Dworzysk, Horodnianka, Hutki, Jesienicha, Krzyżyk, Lacka Buda, Łazarz, Niemczyn (Forsthaus), Osierodek, Ośrodek, Podbrzozówka, Podratowiec, Podzamczysk, Ponure, Przewalanka, Ratowiec, Rogoziński Most, Rudnia, Straż, Wilcza Jama und Złotoria.